# ULEB Eurokup 2017./18.
Eurocup za sezonu 2017./18. (sponzorskog naziva 7DAYS EuroCup je šestnaesta sezona drugog natjecanja za košarkaške klubove pod vodstvom organizacije ULEB, odnosno Euroleague Basketball. Natjecanje je osvojila "Darüşşafaka" iz Istanbula. 

## Format natjecanja
U prvom krugu su 24 klub podijeljena u četiri skupine po šest klubova koji igraju dvokružno (10 kola). U drugi krug se plasiraju četiri prvoplasirana kluba iz svake skupine 

U drugom kugu (Top 16) sudjeluje 16 klubova raspoređenih u četiri skupine po četiri kluba koji igraju dvokružno (6 kola). U dio na ispadanje, odnosno četvrtzavršnicu se plasraju dva prvoplasirana kluba iz svake skupine,. 

U četvrtzavršnici klubovi igraju u best-of-three seriji (na dvije pobjede), te tako dalje u poluzavršnici i završnici također u best-of-three seriji.

## Sudionici
| - Budućnost VOLI – Podgorica - ASVEL – Lyon – Villeurbanne - Levallois Metropolitans – Pariz - Limoges CSP – Limoges - Cedevita – Zagreb - Dolomiti Energia Trento – Trident - Fiat Torino – Torino - Grissin Bon Reggio Emilia – Reggio Emilia | - Hapoel Bank Yahav – Jeruzalem - Lietkabelis – Panevežis - Lietuvos Rytas – Vilnius - ALBA – Berlin - Bayern – München - ratiopharm Ulm – Ulm - Lokomotiv Kuban – Krasnodar - UNIKS – Kazanj | - Zenit – Sankt Peterburg - Partizan NIS – Beograd - Herbalife Gran Canaria – Las Palmas de Gran Canaria - RETAbet Bilbao Basket – Bilbao - MoraBanc Andorra – Andorra la Vella ↓AND - Darüşşafaka – Istanbul - Galatasaray Odeabank – Istanbul - Tofaş – Bursa |

 Napomene: 
 
↑AND  MoraBanc Andorra – klub iz Andore, ali nastupa u španjolskim natjecanjima i kao španjolski predstavnik 

## Ljestvice i rezultati

### Prva grupna faza
Igrano od 10. listopada do 27. prosinca 2017. 

     – plasirali se u drugu grupnu fazu (Top 16) 

podebljan rezultat – igrano od 1. do 5. kola 

rezultat normalne debljine – igrano od 6. do 10. kola 

| mj | klub                    | ut | pob | por | koš+ | koš- | bod |
| -- | ----------------------- | -- | --- | --- | ---- | ---- | --- |
| 1. | Darüşşafaka             | 10 | 8   | 2   | 805  | 716  | 18  |
| 2. | UNIKS Kazanj            | 10 | 7   | 3   | 794  | 760  | 17  |
| 3. | Cedevita                | 10 | 5   | 5   | 821  | 785  | 15  |
| 4. | Fiat Torino             | 10 | 5   | 5   | 793  | 842  | 15  |
| 5. | MoraBanc Andorra        | 10 | 3   | 7   | 784  | 840  | 13  |
| 6. | Levallois Metropolitans | 10 | 2   | 8   | 755  | 839  | 12  |

| Rezultatska križaljka | Rezultatska križaljka   | Rezultatska križaljka | Rezultatska križaljka | Rezultatska križaljka | Rezultatska križaljka | Rezultatska križaljka | Rezultatska križaljka |
| kratica               | klub                    | LEM                   | CED                   | FIT                   | UNIKS                 | MBA                   | DAR                   |
| --------------------- | ----------------------- | --------------------- | --------------------- | --------------------- | --------------------- | --------------------- | --------------------- |
| LEM                   | Levallois Metropolitans |                       | 91:81                 | 73:79                 | 67:77                 | 99:92                 | 64:69                 |
| CED                   | Cedevita                | 94:79                 |                       | 83:86                 | 94:74                 | 91:73                 | 89:83 p               |
| FIT                   | Fiat Torino             | 92:86                 | 65:87                 |                       | 72:79                 | 92:86                 | 60:89                 |
| UNIKS                 | UNIKS Kazanj            | 76:68                 | 78:61                 | 101:93                |                       | 89:80                 | 75:79                 |
| MBA                   | MoraBanc Andorra        | 79:61                 | 78:71                 | 83:77                 | 68:76                 |                       | 68:69                 |
| DAR                   | Darüşşafaka             | 100:67                | 85:83                 | 75:77                 | 78:69                 | 85:77                 |                       |

| mj | klub                      | ut | pob | por | koš+ | koš- | bod |
| -- | ------------------------- | -- | --- | --- | ---- | ---- | --- |
| 1. | Bayern                    | 10 | 9   | 1   | 881  | 749  | 19  |
| 2. | Galatasaray Odeabank      | 10 | 5   | 5   | 795  | 770  | 15  |
| 3. | Grissin Bon Reggio Emilia | 10 | 5   | 5   | 739  | 747  | 15  |
| 4. | Budućnost VOLI            | 10 | 5   | 5   | 776  | 776  | 15  |
| 5. | Lietkabelis               | 10 | 4   | 6   | 761  | 812  | 14  |
| 6. | Hapoel Bank Yahav         | 10 | 2   | 8   | 767  | 865  | 12  |

| Rezultatska križaljka | Rezultatska križaljka     | Rezultatska križaljka | Rezultatska križaljka | Rezultatska križaljka | Rezultatska križaljka | Rezultatska križaljka | Rezultatska križaljka |
| kratica               | klub                      | BUD                   | GBRE                  | HAP                   | LIE                   | BAY                   | GAL                   |
| --------------------- | ------------------------- | --------------------- | --------------------- | --------------------- | --------------------- | --------------------- | --------------------- |
| BUD                   | Budućnost VOLI            |                       | 82:74                 | 92:75                 | 76:62                 | 60:76                 | 87:78                 |
| GBRE                  | Grissin Bon Reggio Emilia | 77:71                 |                       | 61:63                 | 85:82 p               | 90:82                 | 74:71                 |
| HAP                   | Hapoel Bank Yahav         | 81:86                 | 66:79                 |                       | 93:81                 | 83:91                 | 81:91                 |
| LIE                   | Lietkabelis               | 86:79                 | 75:82                 | 86:72                 |                       | 87:88                 | 77:84                 |
| BAY                   | Bayern                    | 85:82                 | 83:58                 | 111:85                | 93:57                 |                       | 86:78                 |
| GAL                   | Galatasaray Odeabank      | 82:61                 | 82:72                 | 87:68                 | 73:78                 | 69:86                 |                       |

| mj | klub                  | ut | pob | por | koš+ | koš- | bod |
| -- | --------------------- | -- | --- | --- | ---- | ---- | --- |
| 1. | Lokomotiv Kuban       | 10 | 10  | 0   | 851  | 710  | 20  |
| 2. | Lietuvos Rytas        | 10 | 6   | 4   | 855  | 796  | 16  |
| 3. | ALBA Berlin           | 10 | 6   | 4   | 847  | 812  | 16  |
| 4. | Limoges CSP           | 10 | 5   | 5   | 787  | 804  | 15  |
| 5. | RETAbet Bilbao Basket | 10 | 2   | 8   | 821  | 899  | 12  |
| 6. | Partizan NIS          | 10 | 1   | 9   | 811  | 951  | 11  |

| Rezultatska križaljka | Rezultatska križaljka | Rezultatska križaljka | Rezultatska križaljka | Rezultatska križaljka | Rezultatska križaljka | Rezultatska križaljka | Rezultatska križaljka |
| kratica               | klub                  | LIM                   | LIR                   | ALBA                  | LOK                   | PAR                   | RBB                   |
| --------------------- | --------------------- | --------------------- | --------------------- | --------------------- | --------------------- | --------------------- | --------------------- |
| LIM                   | Limoges CSP           |                       | 69:71                 | 65:73                 | 61:63                 | 92:83                 | 86:74                 |
| LIR                   | Lietuvos Rytas        | 92:76                 |                       | 94:73                 | 85:93 p               | 93:75                 | 83:93                 |
| ALBA                  | ALBA Berlin           | 78:84                 | 93:86                 |                       | 84:89                 | 111:85                | 86:68                 |
| LOK                   | Lokomotiv Kuban       | 81:55                 | 77:68                 | 75:59                 |                       | 99:64                 | 102:86                |
| PAR                   | Partizan NIS          | 98:101                | 80:91                 | 80:96                 | 83:93                 |                       | 67:83                 |
| RBB                   | RETAbet Bilbao Basket | 91:98                 | 79:96                 | 86:94                 | 69:91                 | 92:96                 |                       |

| mj | klub                    | ut | pob | por | koš+ | koš- | bod |
| -- | ----------------------- | -- | --- | --- | ---- | ---- | --- |
| 1. | ASVEL Villeurbanne      | 10 | 7   | 3   | 856  | 814  | 17  |
| 2. | Dolomiti Energia Trento | 10 | 6   | 4   | 830  | 797  | 16  |
| 3. | Zenit                   | 10 | 6   | 4   | 862  | 864  | 16  |
| 4. | Herbalife Gran Canaria  | 10 | 5   | 5   | 884  | 837  | 15  |
| 5. | Tofaş                   | 10 | 4   | 6   | 826  | 861  | 14  |
| 6. | ratiopharm Ulm          | 10 | 2   | 8   | 830  | 915  | 12  |

| Rezultatska križaljka | Rezultatska križaljka   | Rezultatska križaljka | Rezultatska križaljka | Rezultatska križaljka | Rezultatska križaljka | Rezultatska križaljka | Rezultatska križaljka |
| kratica               | klub                    | ASVEL                 | DET                   | RUL                   | ZEN                   | HGC                   | TOF                   |
| --------------------- | ----------------------- | --------------------- | --------------------- | --------------------- | --------------------- | --------------------- | --------------------- |
| ASVEL                 | ASVEL Villeurbanne      |                       | 79:67                 | 108:77                | 88:85                 | 68:84                 | 84:74                 |
| DET                   | Dolomiti Energia Trento | 85:75                 |                       | 77:66                 | 103:81                | 79:76                 | 88:91                 |
| RUL                   | ratiopharm Ulm          | 84:94                 | 84:94                 |                       | 93:95                 | 97:87                 | 83:73                 |
| ZEN                   | Zenit                   | 89:92                 | 81:70                 | 90:78                 |                       | 90:85                 | 84:82                 |
| HGC                   | Herbalife Gran Canaria  | 128:129 3p            | 85:76                 | 97:84                 | 97:87                 |                       | 92:71                 |
| TOF                   | Tofaş                   | 82:81                 | 79:91                 | 100:84                | 76:80                 | 98:94                 |                       |

### Druga grupna faza (Top 16)
Igrano od 2. do 24. siječnja 2018.  

     –  plasirali se u četvrtzavršnicu 

podebljan rezultat – igrano od 1. do 5. kola 

rezultat normalne debljine – igrano od 6. do 10. kola 

| mj | klub                   | ut | pob | por | koš+ | koš- | bod |
| -- | ---------------------- | -- | --- | --- | ---- | ---- | --- |
| 1. | Darüşşafaka            | 6  | 5   | 1   | 480  | 412  | 11  |
| 2. | Herbalife Gran Canaria | 6  | 4   | 2   | 507  | 484  | 10  |
| 3. | ALBA Berlin            | 6  | 2   | 4   | 469  | 483  | 8   |
| 4. | Galatasaray Odeabank   | 6  | 1   | 5   | 448  | 525  | 7   |

| Rezultatska križaljka | Rezultatska križaljka  | Rezultatska križaljka | Rezultatska križaljka | Rezultatska križaljka | Rezultatska križaljka |
| kratica               | klub                   | ALBA                  | HGC                   | DAR                   | GAL                   |
| --------------------- | ---------------------- | --------------------- | --------------------- | --------------------- | --------------------- |
| ALBA                  | ALBA Berlin            |                       | 72:75                 | 66:79                 | 95:62                 |
| HGC                   | Herbalife Gran Canaria | 100:81                |                       | 78:70                 | 76:87                 |
| DAR                   | Darüşşafaka            | 82:70                 | 88:70                 |                       | 77:63                 |
| GAL                   | Galatasaray Odeabank   | 92:97 p               | 86:108                | 65:84                 |                       |

| mj | klub           | ut | pob | por | koš+ | koš- | bod |
| -- | -------------- | -- | --- | --- | ---- | ---- | --- |
| 1. | Bayern         | 6  | 5   | 1   | 526  | 480  | 11  |
| 2. | Zenit          | 6  | 4   | 2   | 549  | 528  | 10  |
| 3. | Fiat Torino    | 6  | 2   | 4   | 479  | 543  | 8   |
| 4. | Lietuvos Rytas | 6  | 1   | 5   | 527  | 530  | 7   |

| Rezultatska križaljka | Rezultatska križaljka | Rezultatska križaljka | Rezultatska križaljka | Rezultatska križaljka | Rezultatska križaljka |
| kratica               | klub                  | FIT                   | LIR                   | BAY                   | ZEN                   |
| --------------------- | --------------------- | --------------------- | --------------------- | --------------------- | --------------------- |
| FIT                   | Fiat Torino           |                       | 83:77                 | 90:76                 | 73:87                 |
| LIR                   | Lietuvos Rytas        | 101:68                |                       | 85:87                 | 96:98                 |
| BAY                   | Bayern                | 107:81                | 81:68                 |                       | 95:78                 |
| ZEN                   | Zenit                 | 95:84                 | 113:100               | 78:80                 |                       |

| mj | klub                    | ut | pob | por | koš+ | koš- | bod |
| -- | ----------------------- | -- | --- | --- | ---- | ---- | --- |
| 1. | Lokomotiv Kuban         | 6  | 6   | 0   | 470  | 392  | 12  |
| 2. | Budućnost VOLI          | 6  | 4   | 2   | 451  | 420  | 10  |
| 3. | Dolomiti Energia Trento | 6  | 2   | 4   | 452  | 481  | 8   |
| 4. | Cedevita                | 6  | 0   | 6   | 400  | 480  | 6   |

| Rezultatska križaljka | Rezultatska križaljka   | Rezultatska križaljka | Rezultatska križaljka | Rezultatska križaljka | Rezultatska križaljka |
| kratica               | klub                    | BUD                   | CED                   | DET                   | LOK                   |
| --------------------- | ----------------------- | --------------------- | --------------------- | --------------------- | --------------------- |
| BUD                   | Budućnost VOLI          |                       | 84:52                 | 79:66                 | 62:68                 |
| CED                   | Cedevita                | 75:78                 |                       | 77:81                 | 60:85                 |
| DET                   | Dolomiti Energia Trento | 105:106 2p            | 83:72                 |                       | 71:74                 |
| LOK                   | Lokomotiv Kuban         | 77:66                 | 69:64                 | 97:69                 |                       |

| mj | klub                      | ut | pob | por | koš+ | koš- | bod |
| -- | ------------------------- | -- | --- | --- | ---- | ---- | --- |
| 1. | Grissin Bon Reggio Emilia | 6  | 4   | 2   | 444  | 414  | 10  |
| 2. | UNIKS Kazanj              | 6  | 4   | 2   | 447  | 437  | 10  |
| 3. | ASVEL Villeurbanne        | 6  | 3   | 3   | 461  | 424  | 9   |
| 4. | Limoges CSP               | 6  | 1   | 5   | 417  | 494  | 7   |

| Rezultatska križaljka | Rezultatska križaljka     | Rezultatska križaljka | Rezultatska križaljka | Rezultatska križaljka | Rezultatska križaljka |
| kratica               | klub                      | ASVEL                 | LIM                   | GBRE                  | UNIKS                 |
| --------------------- | ------------------------- | --------------------- | --------------------- | --------------------- | --------------------- |
| ASVEL                 | ASVEL Villeurbanne        |                       | 92:78                 | 68:64                 | 77:83 p               |
| LIM                   | Limoges CSP               | 61:87                 |                       | 80:71                 | 66:69                 |
| GBRE                  | Grissin Bon Reggio Emilia | 75:68                 | 87:54                 |                       | 76:65                 |
| UNIKS                 | UNIKS Kazanj              | 88:84 p               | 88:78                 | 69:71                 |                       |

### Eliminacije
– domaća utakmica za klub1 

     – gostujuća utakmica za klub1

#### Četvrtzavršnica
Susreti su igrani 6., 9. i 14. ožujka 2018. 
| klub1                     | pob-por | klub2                  | ut.1  | ut.2  | ut.3   |
| ------------------------- | ------- | ---------------------- | ----- | ----- | ------ |
| Darüşşafaka               | 2:0     | Budućnost VOLI         | 57:54 | 78:71 |        |
| Bayern                    | 2:1     | UNIKS Kazanj           | 83:75 | 73:80 | 91:81  |
| Lokomotiv Kuban           | 2:0     | Herbalife Gran Canaria | 79:74 | 80:59 |        |
| Grissin Bon Reggio Emilia | 2:1     | Zenit                  | 75:61 | 77:91 | 105:99 |

#### Poluzavršnica
Susreti su igrani 20. i 23. ožujka 2018. 
| klub1           | pob-por | klub2                     | ut.1  | ut.2  | ut.3 |
| --------------- | ------- | ------------------------- | ----- | ----- | ---- |
| Darüşşafaka     | 2:0     | Bayern                    | 76:74 | 87:83 |      |
| Lokomotiv Kuban | 2:0     | Grissin Bon Reggio Emilia | 82:65 | 79:69 |      |

#### Završnica
Susreti su igrani 10. i 13. travnja 2018. 
| klub1           | pob-por | klub2       | ut.1  | ut.2  | ut.3 |
| --------------- | ------- | ----------- | ----- | ----- | ---- |
| Lokomotiv Kuban | 0:2     | Darüşşafaka | 78:81 | 59:67 |      |

## Poveznice
- Euroliga 2017./18.
- ABA liga 2017./18.
- Premijer liga 2017./18.

## Vanjske poveznice i izvori
- službene stranice
- linguasport.com – EuroCup
- eurobasket.com – EuroCup Basketball (Men)
- eurocupbasketball.com/, EuroCup 2017./18. – ljestvice
- eurocupbasketball.com/, EuroCup 2017./18. – rezultati
- linguasport.com, EuroCup 2017./18.
- sportnet.hr, Eurokup 2017./18.  Arhivirana inačica izvorne stranice od 29. studenoga 2017. (Wayback Machine)